# François Renaud de Villeneuve
François Renaud de Villeneuve, né le 2 avril 1683 à Aix-en-Provence et mort le 24 janvier 1766 à Montpellier, est un ecclésiastique qui fut abbé commendataire, évêque de Viviers puis de Montpellier.

## Biographie
Louis François Renaud de Villeneuve est le fils de François Renaud de Villeneuve et de Madeleine Forbin Sainte-Croix. Son frère ainé Louis Sauveur (1675-1745) est ambassadeur à Constantinople et conseiller d'État en 1740. 
Destiné à l'Église, il est tonsuré à l'âge de 10 ans. Docteur en théologie le 16 septembre 1700, il devient chanoine du chapitre de la cathédrale de Marseille le 21 octobre 1704 théologal du chapitre et enfin prêtre le 18 juin 1707. Il est rappelé dans sa ville natale par Charles Gaspard Guillaume de Vintimille du Luc, nommé chanoine de la cathédrale Saint-Sauveur d'Aix-en-Provence et supérieur du grand séminaire en 1714. Son dévouement pendant la peste de 1720 attire l'attention de la cour et il est désigné comme évêque de Marseille lorsque de François-Xavier de Belsunce de Castelmoron est promu à l'évêché pairie de Laon. Ce dernier décline cette fonction et c'est Étienne-Joseph de La Fare l'évêque de Viviers qui est déplacé à Laon et François Renaud de Villeneuve, choisi comme évêque de Viviers le 29 novembre 1723, confirmé le 12 juin 1724 et consacré le 13 aout suivant par l'archevêque de Tours Louis-Jacques Chapt de Rastignac. Comme suffragant du diocèse d'Embrun, il participe au « concile d'Embrun » qui en 1727 condamne Jean Soanen. Il dote le diocèse de Viviers d'un nouveau palais épiscopal et d'un séminaire. Il participe à l'Assemblée du clergé de 1742 où il assume la présidence. Il reçoit alors en commende l'abbaye Saint-Lucien de Beauvais en 1744. 
En mars 1748, il est transféré au diocèse de Montpellier à la suite du décès subit de Georges Lazare Berger de Charancy. Le 12 juillet 1748, il résigne alors le diocèse de Viviers et il est confirmé le 16 septembre suivant. Dans son nouveau diocèse il doit faire face à l'opposition des jansénistes et mener un long combat contre les prêtres de l'Oratoire qui dirigent le séminaire de Montpellier. Il participe encore à l'Assemblée générale du clergé de 1755 et meurt dans son évêché le 24 janvier 1766.

## Source et références
Source
- (en) catholic-hierarchy.org : Bishop Louis-François-Renaud de Villeneuve.

Références
1. ↑  Honoré Fisquet, La France Pontificale (Gallia Christiana) « Diocèse de Montpellier » p. 274-277.
2. ↑  Eugène Thomas (Archiviste du Département de l'Hérault.), Le Séminaire de Montpellier (1657-1808).